# Пам'ятник Тарасові Шевченку (Ужгород)
Пам'ятник Тарасові Шевченку в місті Ужгороді — повнофігурний монумент, споруджений до 185-ї річниці з дня народження поета (1999). Скульптор проєкту Михайло Михайлюк, архітектор Володимир Лезу. Пам'ятник встановлено в центрі Ужгорода на площі Народній, 1 (неподалік будівлі Закарпатської ОДА). Композиційно монумент зображує бронзову фігуру Тараса Шевченка в русі, встановлену на кубоподібний постамент з темного андезиту.
На лицьовій грані постаменту пам'ятника напис позолоченими літерами «Обніміться ж, брати мої…» та автограф Тараса Шевченка.